# أندي ودمان
أندي ودمان (بالإنجليزية: Andy Woodman) هو لاعب كرة قدم بريطاني في مركز حراسة المرمى، ولد في 11 أغسطس 1971 في كمبرول ‏ في المملكة المتحدة. لعب مع أكسفورد يونايتد وروشدين ودايموندز وستيفيناغ بوروه وكريستال بالاس وكولتشستر يونايتد ونادي إكزتر سيتي ونادي برينتفورد ونادي بيتربورو يونايتد ونادي ساوثيند يونايتد ونورثامبتون تاون.

## وصلات خارجية
- أندي ودمان على موقع قاعدة بيانات كرة القدم.إي يو (الإنجليزية)
- أندي ودمان على موقع Soccerbase.com (لاعب) (الإنجليزية)